# セントジョセフ・ベントンハーバー駅
セントジョセフ・ベントンハーバー駅（英語：St. Joseph-Benton harbor Station）はミシガン州セントジョゼフ 1/2バイン・ストリート410にある駅。 全米各地を結ぶ旅客鉄道のアムトラックが乗り入れている。

## 概要
当駅は1913年にペレ・マルケット鉄道の駅として建てられた。当駅の西側にはミシガン湖やシルバー・ビーチ郡立公園がある。駅舎にはシルバー・ビーチ・ピザが入居している。

## 利用可能な鉄道路線／列車
アムトラックの停車する列車は下記の通り。
シカゴとグランドラピッズ間の昼行中距離列車ペレ・マルケット号… 1日1往復停車